# ويلي ونكا ومصنع الشيكولاتة (فلم)
ويلي ونكا ومصنع الشوكولاتة (بالإنجليزية: Willy Wonka & the Chocolate Factory) فيلم منتج عام 1971 بطولة جين وايلدر في دور ويلي ونكا.و هو مبنى على أساس كتاب الأطفال تشارلي ومصنع الشيكولاتة للمؤلف البريطاني روالد دال.كتب النقاد ملخصات وشروحات جيدة للفيلم ونال استحسانهم منذ افتتاحه في 1971 لكنه حاز نجاحا تجاريا منخفضا فحسب على أية حال بمرور السنين أصبح الفيلم أحد أحب وأشهر الأفلام الأسرية التي تم صنعها على الإطلاق وبرغم قدمه والنية الأصلية الفعالة لصنع حدوتة خيالية سينمائية موسيقية منه إلا أنه تحول إلى فيلم عظيم حاز على اعجاب فئة محدودة لكن مؤثرة من الناس (cult classic)سواء من البالغين أو الأطفال
و في عام 2005 أنتج فيلم آخر مستوحى من الرواية نفسها معنون باسم تشارلى ومصنع الشيكولاتة.أخرجه تيم بيرتون وقام ببطولته النجوم جونى ديب في دور ويلي ونكا وفريدى هايمور في دور تشارلى باكيت

## عرض ونظرة سريعة على قصة الفيلم
تشارلى باكيت (قام بدوره بيتر أوستروم) صبى فقير يعيش مع أمه وأجداده الأربعة طريحى الفراش.ناضل تشارلى وكافح بشجاعة من أجل إطعام أسرته (وكان من ضمن ما اشتغل به توصيل الصحف إلى المنازل بعد المدرسة) عندما سمع أن الناسك الشهير المنعزل عن العالم مستر ويلى ونكا (قام بدوره جين وايلدر) قد وضع التذاكر الذهبية داخل خمسة قطع من شيكولاتته.و من يجد إحدى هذه التذاكر سينال رحلة كاملة إلى مصنع حلويات ونكا الشهيرة عالميا - والتي ظلت توليفة أعمالها وأنشطتها الداخلية سرا في طى
الكتمان - ويزود بحصة من الشوكولاتة مدى الحياة.
أراد تشارلى أن يفوز بذلك أكثر من أي طفل آخر.تلقى قطعة شوكولاتة ونكا كهدية في عيد ميلاده ثم لاحقا تلقى قطعة ثانية جلبها له جده جوى (قام بدوره جاك ألبرتسون)، ولم تحوى أي منها على التذكرة.و انكسر فؤاده لما أتته الأنباء سريعا بأن كل التذاكر الخمس قد تم العثور عليها.و في اليوم التالي بينما يسير في أرجاء المدينة وجد بعض المال في بالوعة صرف صحى.فذهب إلى محل متخصص في بيع الحلوى واشترى قطعة من شوكولاتة ونكا، والتي التهمها سريعا في شراهة.و بينما كان على وشك الانصراف، قرر أن يبتاع قطعة أخرى من أجل جده جوى.
و بمجرد أن خطا خارج المحل، على أية حال، سمع أن الفائز الخامس قد زيف تذكرته، وأن التذكرة الخامسة لا تزال متاحة لمن سيجدها.فتح تشارلى في انفعال قطعة الشوكولاتة في يده، ووجد التذكرة الخامسة.هاربا من الجمع والحشد الذي أحاط به على الفور، اعترض طريقه بغتة وبادره بالكلام رجل ذو هيئة شريرة مريبة يدعى آرثر إسلجوورث (قام بدوره جونتر مايسنر)، وهو صاحب مصنع حلوى منافس، عرض على تشارلى كما عرض على الفائزين الأربعة من قبل مبلغا ضخما من المال مقابل عينة من أحدث منتجات مصنع ونكا والمسمى سد الحنك الأبدى كى يتمكن من كشف الخلطة السرية.أسرع تشارلى إلى منزله يسابق الريح ليبشر أسرته ببشرى فوزه، ونهض جده جوى من فراشه ليكون ولى أمره الذي سيصطحبه إلى المصنع
عند وصولهم عند المصنع في اليوم التالي، كان على حاملى التذاكر الانتظار حتى يأتي ونكا إلى البوابة.دنا منهم ونكا ووجهه مختف بطرف قبعته ومشى كأنه أعرج وبمساعدة عكاز.و بينما سار نحو البوابة الأمامية، انحشرت عصاه في حصى الرصف المستدير ووجد ونكا نفسه فجأة لا يمسك بالعصا.بدأ ينقلب ويتدحرج مائلا للأمام وعلى الأرض وكان واضحا أنه فقد القدرة على المحافظة على توازنه بينما يشهق الجمع في انفعال.و في اللحظة الأخيرة، قام ونكا بالشقلبة دائرا في الهواء ووقف على قدميه، نازعا قبعته في استعراض مثير جذاب لرجل ماكر تظاهر بالإعاقة بينما هو في غاية الخفة والرشاقة
لدى دخولهم مصنع الشيكولاتة تحطمت حدود الإدراكات السابقة للواقع بما أن مقر ونكا كان أرض عجائب روحانية مليئة بأنهار الشيكولاتة والكثير من فطر عش الغراب العملاق الصالح للأكل، وورق حائط من الحلوى قابل للعق واختراعات مبدعة حاذقة وعمال ونكا الرجال الأقزام المصبوغين باللون الأخضر والبرتقالى الذين يعرفون باسم أومبا لومباس.كل طفل وطفلة تم منحه سد الحنك الأبدى، وهي حلوى يمكن مصها واستحلابها للأبد دون أن تتحلل أو تتفتت ولا أن تفقد مذاقها ونكهتها.و مع تقدم الرحلة، أفصح الأطفال الأربعة الآخرون عن كونهم شرهون وجشعون ومتلافون لصوص مفسدون وسيئو السلوك، آثار وخصائص وسمات مميزة فيهم فجلبوا على أنفسهم مصائب وكوارث غريبة هائلة وجنوا على أنفسهم بأيديهم. وشيئا فشيئا تناقص عدد أفراد الرحلة الصغيرة العدد أصلا حتى بقى تشارلى باكيت وجده جوى فحسب
خلال الرحلة داخل المصنع، أغرى الأطفال الأربعة الأول الفائزون بالتذاكر واحدا تلو واحد بشئ مرتبط ومتعلق بنقطة ضعف في شخصياتهم، مسببا حادثة غريبة تقصى وتزيل الطفل ووالديه القلقين المرافقين له.في كل حالة من تلك الحالات لم يتغير مستر ونكا ولم يبد عليه أي اختلاف بل لقد كان ساخرا متهكما حتى (يقول توقف، لا تفعل، تراجع والنجدة.. يا شرطة.. جريمة قتل)، لقد كان واضحا سواء في هذا الفيلم وفي فيلم بيرتون اللاحق رغم أن ذلك لم يرد في الرواية الأصلية، أنه قد خطط ودبر لتلك الحوادث أن تقع.كل حادثة كانت تعقبها أغنية وعظ أخلاقى يغنيها الأومبا لومباس
الحوادث التي وقعت لأفراد الرحلة حسب ترتيب حدوثها:
أوغسطس جلوب لم يستطع المقاومة وشرب من نهر الشيكولاتة في حجرة الشيكولاتة متحديا تحذيرات مستر ونكا، فسقط في النهر وشفطته أنبوبة تؤدى إلى غرفة صناعة الحلوى من الشيكولاتة.أما فيوليت بيورجارد محبة مضغ العلكة بافراط فقد مضغت قطعة تجريبية من العلكة ثلاثية الوجبات رغم تحذير مستر ونكا.خلاصة فطيرة التوت الأزرق التي بداخل العلكة حولت فيوليت إلى توتة زرقاء عملاقة منتفخة وكان لزاما أن تقتاد إلى حجرة العصر لسحب العصير منها لتجنب انفجارها وموتها.أما فيروكا سولت المتلافة المدللة الجشعة (التي جعلت أباها يسخر كل عاملات مصنعه لفتح مئات الصناديق المليئة بعلب الشيكولاتة للبحث عن التذكرة أي أنها حصلت عليها بالغش واستخدام النقود والنفوذ كالغش في اللعب ولم يكن هناك تكافؤ فرص) فقد طلبت أن يشترى أبوها إوزة ونكا التي تبيض بيضا من الذهب ولكن ونكا رفض أن يبيعها.و بعد أن انتابتها نوبة غضب وانفعال وغنت أغنيتها «أريدها الآن وفورا» قفزت على الميزان المخصص لتصنيف البيض والذي يزن البيض لدى نزوله من الإوزات ويحكم بصلاحية أو عدم صلاحية البيض فحكم بأن فيروكا بيضة فاسدة غير صالحة فانفتحت هوة تحته تلقى فيها البيضات الفاسدات في سلة المهملات والزبالة.و قبل أن يغنى الأومبا لومباس أغنية عنها وثب أبوها إلى الميزان في محاولة عبثية لإنقاذ ابنته فسقط ولاقى نفس مصيرها
أما مايك تيفى المهووس بمسلسلات وأفلام رعاة البقر والغرب الأمريكي العنيفة حتى أنه يرتدى زى رعاة البقر، فقد انبهر بآلة الانتقال اللحظى التي اخترعها ونكا لنقل الشوكولاتة من مكان لآخر فألح على مستر ونكا ووقف في مرمى الأشعة التي يطلقها الجهار فانتقل بالموجات إلى داخل شاشة التلفاز الخاصة بالجهاز مصغر الحجم جدا ومنمنما ومنكمشا في حجم الفأر الصغير وأُخِذ إلى غرفة سحب ومط التوفى (البونبون) ليتم تمديده من جديد إلى حجمه الطبيعى
بعد أن زال هؤلاء الأربعة ومرافقوهم من البالغين وتم إقصاءهم، افترض تشارلى والجد جوى خطأًأنهما قد فازا بالجائزة الكبرى، بناء على حقيقة أنهما الوحيدان اللذان بقيا من مجموع الخمسة ومرافقيهم.على أية حال، قبل دخول غرفة البيض بلحظات، فان تشارلى والجد جو شربا بعض الجعة التجريبية المعروفة باسم الأشربة الرافعة الفوارة، والتي رفعتهما عاليا جدا حتى قاربا أن تشفطهما مروحة طاردة عالية في أعلى سقف القاعة حتى اكتشف الجد أن تكريعهما وتجشؤهما هو السبيل الوحيد لنجاتهما فأخذا يتجشآن وكلما تجشآ هبطا أكثر وأكثر وبذلك عادا للوقوف على الأرض من جديد ونجيا من الامتحان الصعب على نقيض الأربعة لكن لم يغفر لهما ونكا ذلك ولم يخفى عنه أمرهما وكان مستر ونكا وقتها قد دخل مع بقية رفاق الرحلة إلى حجرة البيض وظن كلاهما أنه قد نسي ما يتعلق بهماو أنه غفل عن أمرهما فلما نجيا أسرعا للحاق به وبرفاق الرحلة في غرفة البيض
فلما زال الأربعة فوجئ الجد جوى وتشارلى بأن مستر ونكا قد أخلف وعده ولم يمنحهما الجائزة الكبرى وصرفهما من المكان بلطف لكن في عجالة وانشغل في مكتبه الغريب الشكل حيث كل ما فيه مشطور إلى نصفين وأحد شطريه هو الموجود والآخر مفقو سواء المكتب أو التمثال أو الطبق المعلق على الحائط أو الساعة وحتى العقد الذي جعلهم جميعا يوقعون عليه والذي أول السطور فيه كبيرة البنط عريضته وتظل تصغر وتصغر حتى لا يمكن رؤية السطور الأخيرة منه والشروط الجزائية والمحاذير التي يحتوى عليها وهكذا وقع الكل في طمع وعجالة دون تريث ولا قراءة لبنود العقد الذي أبرزه لتشارلى وجده قائلا لقد أخللتم ببنود العقد كما أخل بها الباقون قبلكم وشربتما خلسة من الجعة الرافعة الفوارة وو ارتفعتما إلى السقف الذي يحتاج الآن من جراء فعلتكما تلك للتنظيف والتعقيم والغسيل ظننتما أنى لن أعلم بذلك وللأسف لقد خسرت يا سيدى وصرفهما في صمت وفظاظة وصرامة فثار الجد لكن تشارلى هدأه وقال له في استسلام هلم ننصرف يا جداه من هذا المكان. لقد شعر كلاهما بالصدمة وأنهما أخذا على غرة وبالحيلة وأنهما دهى وغرر بهما.و خسرا حصتهما من الشيكولاتة الأبدية مدى الحياة وأخذ الجد يصيح تجاه مستر ونكا مخادع.. لص.. غشاش.. نصاب.. ووحش غير آدمى عديم الإنسانية واتهمه بأنه بنى آمال صبى صغير ثم هشمها وحطم أحلامه كلها أشلاء وإربا وشجع تشارلى بأن يفشى سر خلطة سد الحنك للغريم المنافس إسلاجوورث.على أية حال كان لتشارلى قلب من ذهب وهكذا أعاد سد الحنك لونكا رغم ما يعنيه ذلك من خسارة الثراء والأموال التي كان إسلاجوورث سيغمره بها هو وأسرته وهكذا سطعت فعلة صالحة وأشرقت في عالم شرير مظلم كئيب فظهر إسلاجوورث وهتف بذلك وعانق ونكا تشارلى وكشف له أنه فاز الآن بكل شيء وأن إسلاجوورث ما هو إلا الصديق المؤتمن والسكرتير الخاص لونكا واسمه الحقيقى مستر ويلكنسون وقد أمره ونكا بفعل ذلك مع الخمسة امتحانا لمدى إخلاصهم وحفظهم للسر وقناعتهم وسأل تشارلى أن يغفر له هذه التمثيلية الاختبارية الملغزة
و اصطحب ونكا ضيفيه ودخل الثلاثة في مصعد ونكا والذي يعرف باسم المصعد الزجاجى العظيم في رواية دال، وانطلق المصعد محطما سقف المصنع ومحلقا كسفينة فضاء في الجو. وبينما يحلق الونكافاتور عاليا فوق المدينة أخبر ونكا تشارلى بأنه كان يبحث عن خليفة يخلفه في إدارة مصنعه وتولى شؤونه وأن التذاكر ما هي إلا جزء من اختبار للتوصل والعثور على طفل طيب وأمين وجدير بلعب هذا الدور وملأ فراغ غياب ونكا.و أخبر ونكا تشارلى أنه كان يبحث عن طفل وليس عن بالغ كى يكوت تلميذا متفتح العقل رحب الصدر.و هكذا فبالإضافة إلى حصة الشيكولاتة الأبدية سينتقل تشارلى وعائلته إلى المصنع وسيتولى أمره يوما ما.و حذر ونكا تشارلى من الإنسان الذي حصل على كل شيء تمناه فانه يعيش بسعادة للأبد بعدها واحتضن الصبى بينما تبحر الونكافاتور في عنان السماء

## أبطال الفيلم
| اسم الممثل      | في دور                       |
| --------------- | ---------------------------- |
| جين وايلدر      | ويلي ونكا                    |
| جاك ألبرتسون    | الجد جو                      |
| بيتر استروم     | تشارلى باكيت                 |
| روى كينير       | مستر سولت                    |
| جولى دون كول    | فيروكا سولت                  |
| ليونارد ستون    | مستر بيورجارد                |
| دينيس نيكرسون   | فيوليت بيورجارد              |
| نورا دينى       | مسز تيفى                     |
| باريس ثيمن      | مايك تيفى                    |
| أورسولا رايت    | مسز جلوب                     |
| مايكل بولنر     | أوغسطس جلوب                  |
| ديانا سول       | مسز باكيت                    |
| أوبرى وودز      | بيل                          |
| ديفيد باتلى     | مستر توركنتاين               |
| جونتر مايسنر    | مستر إسلاجوورث/مستر ويلكنسون |
| بيتر كابيل      | تنكر                         |
| ويرنر هايكنج    | مستر جوبيك                   |
| بيتر ستيوارت    | وينكلمان                     |
| تيم بروك تايلور | رجل الحاسوب                  |
| أوبري وودز      | صاحب محل الحلوى              |

## الإنتاج

### المرحلة التي سبقت الإنتاج
أتت فكرة تحويل رواية تشارلى ومصنع الشيكولاتة إلى فيلم سينمائي عندما قرأت ابنة المخرج ميل ستيوارت البالغة من العمر عشر سنوات الرواية وطلبت من أبيها أن يقوم بصنع الفيلم ويأتي بالعم ديف (المنتج ديفيد ل. وولبر) ليقوم بإنتاجه. وعرض ستيوارت الرواية على وولبر والذي اتفق أنه كان في خضم مباحثات مع شركة الكويكر كاتس بشأن مركبة نقل لقطع حلوى جديدة.و أقنع وولبر الشركة والتي لم تكن لها أية خبرة مسبقة في صناعة الأفلام، أقنعها بشراء حقوق الرواية وتسويق وإنتاج الفيلم من أجل الدعاية وإنتاج قطعة ونكا كويكر كاتس جديدة
و تم الاتفاق على أن يكون نوع الفيلم موسيقىّ للأطفال، وعلى أن مؤلف الرواية روالد دال سيقوم بكتابة السيناريو والحوار له.لكن وولبر على أية حال لم يكتف بدال في ذلك العمل بل أشرك معه السيناريست ديفيد سيلتزر رغم أنه أكد أن أغلب السيناريو بقلم دال.و أدخلت العديد من التغييرات والتعديلات من أجل تحويله إلى فيلم بنجاح، وكذلك تمت إضافة الأغنيات والمقطوعات الموسيقية.و كان الفيلم أشد دكانة في النبرات من الرواية الأصلى.و قد تم تغيير عنوان واسم الفيلم من تشارلى ومصنع الشيكولاتة إلى ويلي ونكا ومصنع الشيكولاتة لتسويق واستعراض قطع الشوكولاتة الخاصة بالشركة المنتجة للفيلم كما سبق أن ذكرنا
لم تستشهد شخصية ويلي ونكا التي في الرواية الأصلية بأقوال من مصادر أدبية أخرى.فان المقتبسات من هذه الأعمال مثل قصيدة الشعر الغنائية بقلم آرثر أوشوغنيسى، ورواية أهمية أن تكون مخلصا وأمينا بقلم اوسكار وايلد، ومسرحية تاجر البندقية بقلم ويليام شكسبير، وشعر جون كيتس، وغير ذلك كثير إضافة سيلتزر للفيلم.(نحن صناع الموسيقى ونحن الحالمون بالأحلام).و قد قدم أيضا سيلتزر شخصية الرجل المريب الشرير آرثر إسلاجوورث (و الذي ذكر في الرواية فقط كصانع حلوى منافس) قدمها كشخصية فعلية في القصة، هامسا في أذن كل طفل من الأطفال الخمسة الذين وجدوا تذكرة ذهبية
أما روالد دال مؤلف الرواية الذي يملك حقوق إنتاج الفيلم فكان يريد أصلا الممثل سبايك ميلليجان أن يلعب دور ويلي ونكا في الفيلم، لكنه تراجع عن رأيه لاحقا. ثم تم ترشيح رون موودى للعب دور ونكا، وكذلك فشل موودى أيضا.كذلك تم ترشيح يوئيل جراى والذي كان وقتئذ مطرب وراقص معروف وشهير من برودواى، لكن تم استبعاده لضآلة تكوينه الجسماني..
و ظلت البروفات مستمرة ومنعقدة لمدة أسبوع في فندق نيويورك سيتى بلازا حتى جاء الممثل الهوليوودى جين وايلدر ووقع عليه الاختيار ليلعب دور ونكا.و عمل المنتجون مع المخرجين في نيويورك ولندن وميونيخ للعثور على ممثلين يلعبون دور الأطفال وآبائهم.و تم جلب أقزام من مختلف أنحاء العالم للعب دور الأومبا لومباس

### تصوير الفيلم
و كان الموقع المختار لتصوير الفيلم هو ميونيخ، بألمانيا لأنها أقل تكلفة من مواقع أخرى متنوعة في لوس أنجلوس وتم تجهيز الموقع لمصنع ونكا.كذلك أعجب المخرج ستيوارت أيضا بعدم التعود ولا التآلف مع موقع التصوير الذي سيشعر به المشاهدون.و أراد ستيوارت أن يكون الموقع والتجهيزات والترتيبات غامضة
و تم تأجير الفنان البصرى صانع المؤثرات البصرية هاربر جوف كمصمم تجهيزات ومعدات وقد جعل المصنع في المركز والوسط حول غرفة الشوكولاتة الضخمة الهائلة.و تم تخليق نهر الشيكولاتة العميق وشلالها المتساقط بإضافة دلاء من مزيج الآيس كريم بالشيكولاتة إلى مئة وخمسين ألف جالون أمريكي (خمسمائة وسبعون مترا مكعبا) من الماء مما صنع مذاقا لاذعا نفذ وتخلل في صوتيات الفيلم بأكملها.بدأ تصوير الفيلم في 31 أغسطس عام 1970 وانتهى في 19 نوفمبر عام 1970
و تم تصوير المشاهد الخارجية من مصنع الشيكولاتة في مصانع الغاز القديمة في شارع إيمى نويثر بالقرب من محطة ميونيخ أو-بان فستفريدهوف.و لا تزال الحجرات وبرج الساعة موجودة لليوم
و المشهد المرئي تحت المصعد الزجاجى الطائر كان منطقة نوردلينجن في بافاريا

## الاستقبال الجماهيرى للفيلم
خلال إنتاج ويلي ونكا، قامت شركة الكويكر كاتس بعدة محاولات فاشلة عديدة لإنتاج قطعة شيكولاتة تحظى بالقبول، وقد قررت بصفة تامة التخلى عن خططها لإنتاج قطعة ونكا.و قد أنتج الفيلم في الثلاثين من يونيو عام 1971 لكن دون خطة تسويقية وكانت الأرباح في دور العرض أقل من المرغوب.و قد انتهى العام بتصنيف الفيلم رقم 53 وحصد نحو أربعة ملايين دولارا وبالتالى حاز الفيلم نجاحا سينمائيا منخفضا.و حتى مع تلك المبيعات الأقل من المتوسط فان نقادا مثل روجر إيبرت وغيره ممن تابعوا الفيلم قد تصرفوا وتعاملوا بشكل إيجابى حياله.و انتهى الأمر بدال إلى مقته تحويل روايته إلى فيلم وفقد حماسته بصناعة الأفلام ورفض بيع حقوق روايته الأخرى المسماة تشارلى والمصعد الزجاجى العظيم وهي تتمة الرواية الأولى (رغم أن المنتج ديفيد ل. وولبر أكد أنه سيكون صعبا في التحويل إلى فيلم وشكك في أن دال قد رفض بيع الحقوق لأغراض إعلانية ببساطة).و ظل على رفضه حتى عام 1989 العام الذي سبق وفاته حيث وافق على تحويل إحدى قصصه إلى فيلم وهو فيلم الرسوم المتحركة المسمى The BFG أي العملاق الودود الكبير (Big Friendly Giant)
و لما رأت شركة بارامونت للأفلام عدم ظهور فوائد تجارية ملموسة فقد عارضت تجديد توزيعها للفيلم بعد انتهاء ونفاد سريان المدة المقررة لتوزيعها الأول له بعد مضى سبع سنوات على إنتاج الفيلم.و باعت شركة الكويكر كاتس حقوق الفيلم لشركة وارنر بروس في عام 1977.و في عام 1988 اشترت شركة نستله اسم شركة ويلي ونكا للحلويات الذي ابتدع من أجل إنتاج الفيلم وأطلقوا خط إنتاجهم الجديد الناجح من الحلويات التي تماثل في أشكالها وأسمائها ما ورد في الفيلم من أصناف ومنتجات مصنع ويلي ونكا (منها Bottle Caps, Wonka Donutz, Fun Dip, Gobstoppers, Laffy Taffy, Nerds, Oompas, Pixy Stix, Runts, Shock Tarts, Tart 'n' Tinys, and Wonka Bars)
و نمت شعبية الفيلم بشكل كثيف منذ منتصف السبعينيات والفضل في ذلك إلى حد كبير لإذاعته المتكررة في قنوات التلفاز وفي مبيعات شرائط الفيديو. وقد طبع على اسطوانات ليزر للمرة الأولى في عام 1997، مما سمح له بمشاهدة واسعة من جيل مختلف، وطبع على اسطوانات ليزر وشرائط فيديو مرة أخرى في عام 2001 في طبعة خاصة احتفالا بالذكرى الثلاثين لإنتاج الفيلم

## الموسيقى والمؤثرات الصوتية
الموسيقى الأصلية والأغاني قام بتلحينها وتوزيعها الشاعران الغنائيان الشهيران ليزلى بريكوس وأنطونى نيولى.و الإخراج الموسيقى لوالتر شارف.و قد أنتجت موسيقى الفيلم في تسجيلات بارامونت عام 1971، ثم تم تسجيلها مرة أخرى على اسطوانات ليزر
الموسيقى والأغاني التي ظهرت في الفيلم بالترتيب هي كالتالى:
- «التتر الرئيس» وهو مزيج وخليط من ألحان أغنيتى «فُزتُ بتذكرة ذهبية» و«الخيال الخالص»
- «بائع الحلوى» وأداها أوبرى وودز (و تم عمل طبعة بموسيقى البوب منها على يد سامى ديفيس الأصغر وحصلت على المركز الأول في المئة أغنية الأفضل في البيلبورد هوت عام 1972)
- «ابتهج يا تشارلى» وأدتها ديانا سولى
- «فزت بتذكرة ذهبية» وأداها جاك ألبرتسون وبيتر أوستروم
- «الخيال النقى (الخالص)» وأداها جين وايلدر
- «أومبا لومبا دومبا دى دو» أداها ألأومبا لومباس
- «رحلة القارب العجيبة المدهشة» وأداها جين وايلدر
- «أريدها الآن وفورا !» وأدتها جولى دون كول
- «أغنية التجديف» وأداها جين وايلدر
- «آش، سو فروم» (و تسمى أيضا «ما أبارى») من المسرحية الأوبرالية المسماة مارثا والتي من تآليف فريدريش فون فلوتو، وأداها جين وايلدر في الونكاموبايل

## الجوائز
1972
- رشح لجائزة الاوسكار أحسن موسيقى - ليزلى بريكوس وأنطونى نيولى
- رشح لجائزة الكرة الذهبية لأفضل ممثل - في فيلم موسيقى أو كوميدي - جين وايلدر

## أقوال مأثورة من حوار ونكا في الفيلم
هذه السطور أقوال مأخوذة ومقتبسة من أعمال أدبية لمؤلفين آخرين:
- «نحن صناع الموسيقى ونحن الحالمون بالأحلام» من رواية أود للكاتب آرثر أوشوغنيسى
- «أليست تلك نفسى وروحى التي تنادينى وتدعونى باسمى؟» من مسرحية روميو وجولييت للكاتب ويليام شكسبير
- «أخبرنى أين يشب ويترعرع الخيال أفى الفؤاد أم في العقل؟» من مسرحية تاجر البندقية للكاتب ويليام شكسبير
- «كل ما أطلبه سفينة طويلة ونجمة لأنقلها عبر البحر بها» من قصيدة جون ميسفيلد المسماة حُمَّى البحر
- «شيء من الجمال هو غبطة وفرح للأبد» من ديوان جون كيتس المسمى إندميون: قصة شعرية
- «حول العالم بأسره ثم إلى الوطن من جديد، هذا هو مسلك البحار وسبيله وديدنه!» من قصيدة ويليام آلينجهام المسماة الوثاق نحو الوطن
- «في وقت الربيع، الوقت الجميل الجماعى الحلقى الوحيد، عندما تغرد وتدندن العصافير، والعشاق الحلوون يحبون الربيع» من مسرحية ويليام شكسبير المسماة ((كان ياما كان ذات مرة عاشق وحبيبته))

## مواقع التصوير
تم تصوير تتر المقدمة بما فيه من مراحل صناعة الشوكولاتة في مصنع شيكولاتة حقيقى في سويسرا

## أرقام قياسية
صنف هذا الفيلم رقم 74 في قائمة برافو لأكثر مئة لحظة فيلمية إخافة وإفزاعا من أجل مشهد النفق المرعب

## وصلات خارجية
- صفحة فيلم ويلي ونكا ومصنع الشيكولاتة في موقع الفيلم
- الفيلم من موقع إيجى تن
- الفيلم من منتدى حب جديد اضغط هنا
- ويلي ونكا ومصنع الشيكولاتة على موقع IMDb (الإنجليزية)
- ويلي ونكا ومصنع الشيكولاتة على موقع ميتاكريتيك (الإنجليزية)
- ويلي ونكا ومصنع الشيكولاتة على موقع روتن توميتوز (الإنجليزية)
- ويلي ونكا ومصنع الشيكولاتة على موقع نتفليكس (الإنجليزية)
- ويلي ونكا ومصنع الشيكولاتة على موقع قاعدة بيانات الأفلام العربية
- ويلي ونكا ومصنع الشيكولاتة على موقع ألو سيني (الفرنسية)
- ويلي ونكا ومصنع الشيكولاتة على موقع Turner Classic Movies (الإنجليزية)
- ويلي ونكا ومصنع الشيكولاتة على موقع أول موفي (الإنجليزية)
- ويلي ونكا ومصنع الشيكولاتة على موقع بوكس أوفيس موجو (الإنجليزية)
- ويلي ونكا ومصنع الشيكولاتة على موقع فيلمافينيتي (الإسبانية)
- ويلي ونكا ومصنع الشيكولاتة من موقع روتن توماتوز
- "Wonka Vision" — مقال مجلة فيليور (الفشل) عن كتاب المخرج ميل ستيوارت بالإضافة إلى تفاصيل عديدة مثيرة للاهتمام